# Blephariceromorpha
Los blefariceromorfos (Blephariceromorpha) son un infraorden de dípteros nematóceros que incluye tres familias. A las larvas se las encuentra en corrientes rápidas de montaña
Una clasificación reciente basada en fósiles divide a este grupo en dos infraórdenes y coloca a Nymphomyiidae en su propio suborden, pero no ha ganado aceptación.

## Familias[3]
- Blephariceridae
- Deuterophlebiidae
- Nymphomyiidae